# 화성지구 쌍둥이 아파트
화성지구 쌍둥이 아파트(영어: Hwasong Area Twin Tower)는 조선민주주의인민공화국 평양시에 위치한 마천루이다.

## 내부 시설

### 1동
| 층수       | 용도      |
| ---------- | --------- |
| 1층 ~ 60층 | 아파트 등 |

### 2동
| 층수       | 용도      |
| ---------- | --------- |
| 1층 ~ 40층 | 아파트 등 |

## 같이 보기
- 조선민주주의인민공화국의 마천루 목록
- 평양시의 마천루 목록